# Coenonympha pavonina
Coenonympha pavonina is een vlinder uit de familie van de Nymphalidae, uit de onderfamilie van de Satyrinae. De soort is voor het eerst wetenschappelijk beschreven door Sergej Nikolajevitsj Alferaki in een publicatie uit 1888.